# Åkersön
Åkersön är en ö i Finland. Den ligger i Finska viken och i kommunen Lovisa i den ekonomiska regionen  Lovisa i landskapet Nyland, i den södra delen av landet. Ön ligger omkring 66 kilometer nordöst om Helsingfors.
Öns area är 24,1 hektar och dess största längd är 0,9 kilometer i sydöst-nordvästlig riktning.